# Zolmitriptan
Zolmitriptan (Zomig, Zomigon, AscoTop, Zomigoro) je selektivan agonist serotoninskog receptora, 1B i 1D podtipova. On je triptan koji se koristi za tretman napada akutne migrene.

## Literatura
- MacGregor, E.A. (1998). „Zolmitriptan clinical studies”. Drugs Today. 34 (12): 1027—1033. PMID 14743270. doi:10.1358/dot.1998.34.12.487488.

## Spoljašnje veze
|  | Molimo Vas, obratite pažnju na važno upozorenje u vezi sa temama iz oblasti medicine (zdravlja). |